# サロン＝ド＝プロヴァンス
サロン＝ド＝プロヴァンス(Salon-de-Provence)はアヴィニョンから約50km、エクス＝アン＝プロヴァンスから約30kmのところにあるブーシュ＝デュ＝ローヌ県の都市。クロー平野に位置する。
この町には空軍士官学校を含むサロン＝ド＝プロヴァンス空軍基地(w:Salon-de-Provence_Air_Base)がある。

## 歴史
街は、アドリア海、地中海、大西洋と続く塩の道の中間点という好位置にあったガロ・ローマ文化のオッピドゥムであった。この地域は、紀元前6世紀よりポカイアの影響下にあった。ローマの道であるウィラ・アウレリア（Via Aurelia）が街の近くまで延びていた。しかし現在の街に近い名前ウィラ・サロネ（Villa Salone）で最初に記述されるのは、9世紀であった。当時はアルルの大司教の支配下にあった。
今日では、街はノストラダムスがその生涯を閉じ、埋葬された場所として有名である。彼の住まいは博物館として維持されており、6月か7月のいずれか4日間、街はノストラダムスの生きた時代の歴史を祝い、観光客を惹きつけている。
旧市街は、17世紀に造られた時計門とブール・ヌフ門という名の2つの門をくぐった環状壁の内側にある。16世紀に、アダン・ド・クラポンヌが建設した灌漑用のクラポンヌ運河は、安価な積荷による商取引もこの街にもたらし、街は繁栄した。

## 産業
伝統的にオリーブ作りが行われており、現在でもオリーブオイル作りやマルセイユ石鹸の製造が行われている。

## 観光
- アンペリ城(fr:Château de l'Empéri) - 現在は武器の博物館となっている。
- サン＝ローラン教会

## その他
- クロー平野の灌漑事業の先駆ともいえるクラポンヌ運河の建設者アダン・ド・クラポンヌの生まれた町であり、市庁舎には彼の胸像が飾られている。また、2004年には運河着工450周年が祝われた。

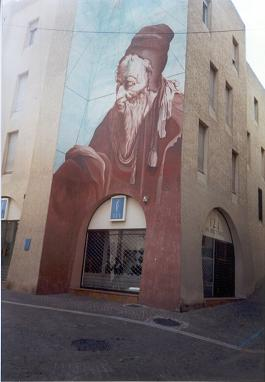
サロンのノストラダムスを描いた壁画

- フランスの医師・占星術師ノストラダムスが晩年を過ごした町であり、彼の遺体が安置されている。また、ミシェル・ショマラによって研究者向けに「ノストラダムス・センター(Centre Nostradamus)」が開設されている。

## 姉妹都市
- ヴェルトハイム、ドイツ